# Station Marseillan-Plage
Station Marseillan-Plage is een spoorwegstation in de Franse gemeente Marseillan. Het wordt bediend door treinen van het netwerk TER Occitanie op de trajecten Narbonne -  Nimes, Narbonne -Tarascon en Narbonne - Avignon. 